# Otto Magnus von Schwerin

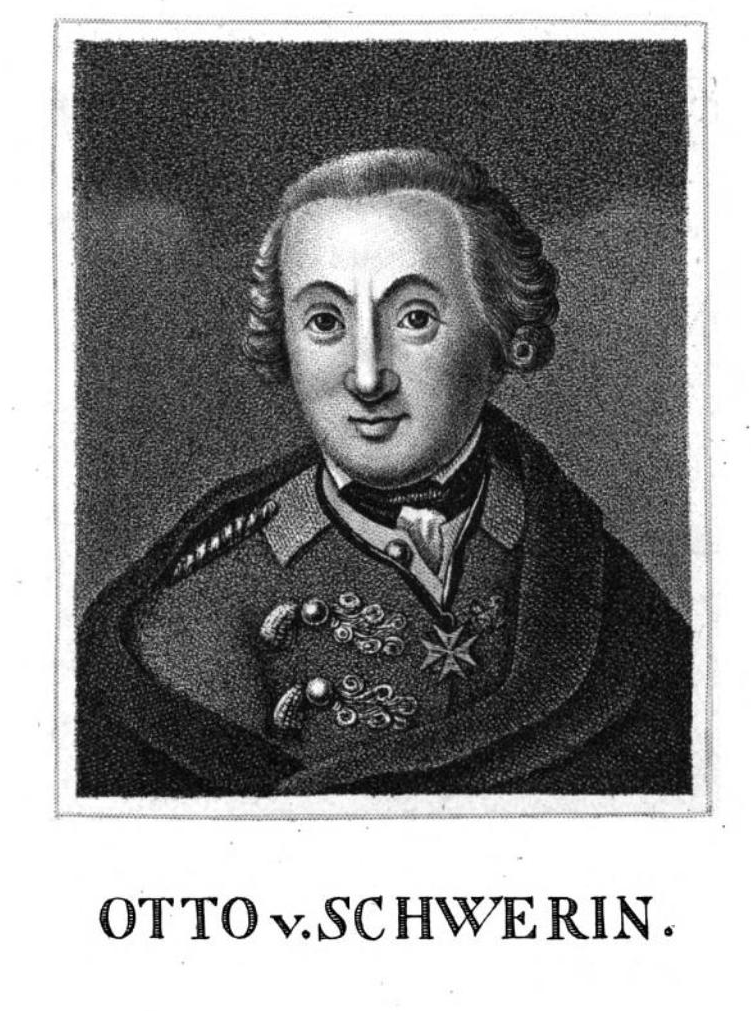
Otto Magnus von Schwerin (1701–1777)

Otto Magnus (Martin) von Schwerin (* 21. Juni 1701 in Halberstadt; † 14. August 1777 in Busow bei Anklam) war ein preußischer General der friderizianischen Epoche.

## Herkunft
Seine Eltern waren der preußische Oberst Johann Georg (Hans Jürgen) von Schwerin (* 3. Mai 1668: † 5. Juni 1712) und Maria Esther von Dockum. Seine Mutter war die Tochter von Martin Arnd von Dockum aus dem Herzogtum Geldern und der Magdalena Esther von Loë von Oldenpiel. Sein Bruder Friedrich Leopold (1699–1750) wurde ebenfalls preußischer General.

## Leben
Otto Magnus von Schwerin trat schon als 13-jähriger Junge in das Kürassierregiment zu Pferd „Kronprinz“ in den preußischen Heeresdienst. Bei Beginn des Ersten Schlesischen Kriegs war Schwerin schon Oberstleutnant und Kommandeur des „Markgräflich Bayreutschen Dragonerregiments“. Sowohl sein Regiment wie er selbst ernteten jedoch keine Lorbeeren in den Schlachten bei Mollwitz 1741 und Chotusitz 1742: die Schlacht bei Chotusitz war besonders schmerzlich, denn sein Regiment wurde vor dem Aufmarsch von der feindlichen Kavallerie zerstreut, er selbst schwer verwundet und von den Österreichern gefangen genommen. Friedrich der Große verhängte damals die königliche Ungnade über seine Kavallerie.
Nach dem Friedensschluss in Berlin 1742 kehrt Schwerin in seine Garnisonstadt Pasewalk zurück. Dort widmete er sich mit Eifer der intensiven Ausbildung seines Regiments. Friedrich II. war mit seiner Arbeit sehr zufrieden und richtete einen Befehl an die Kommandeure der drei ostpreußischen Dragonerregimenter, sich nach Pasewalk zu begeben und von Schwerin zu lernen.
Schwerins Ruhmestag kam am 4. Juni 1745 in der Schlacht bei Hohenfriedeberg durch die berühmte Charge seines Regiments Bayreuth unter Geßlers und seiner Führung. Nach der Schlacht sagte ihm Friedrich der Große: „Schwerin, eine solche That wie die Eurige am heutigen Tage findet man nicht in der ganzen römischen Geschichte“ und belohnte Schwerin mit der Beförderung zum Generalmajor und der Verleihung des Ordens Pour le Mérite. Später erhielt Schwerin auch die Amtshauptmannschaften zu Stettin und Fischhausen, die 10.000 Taler jährliches Einkommen brachten.
Mit Schwerins Friedensleistungen war König Friedrich weniger zufrieden, denn der General wurde bald für lustige Zechgelage mit seinen Offizieren bekannt und Friedrich ermahnte ihn mehrmals „vom Saufen abzulassen“, jedoch ohne Erfolg. 1755 beim Herbstmanöver bei Stargard bekam Schwerin vom König eine so scharfe Rüge, dass er seinen Pallasch in die Scheide steckte und sagte „Ein Hundsfott, der ihn noch einmal zieht“. Er zog sich daraufhin auf seine Güter in Pommern zurück und bat um den Abschied, der jedoch nicht bewilligt wurde. Nach einem Jahr brach der Siebenjährige Krieg aus und Friedrich forderte Schwerin auf, das Kommando seines Regiments wieder zu übernehmen, was der General zwar tat, ohne jedoch seinen Pallasch zu rühren – an seiner Stelle führte er eine Reitgerte. 1756 wurde Schwerin zum Generalleutnant befördert und zeichnete sich in der Schlacht bei Lobositz (1. Oktober 1756) erneut aus, nahm jedoch schon 1757 den Abschied. Aufgrund seines Konflikts mit Friedrich II. wurde er niemals in den Freiherrn- oder Grafenstand erhoben und verblieb ein einfacher Herr von Schwerin.

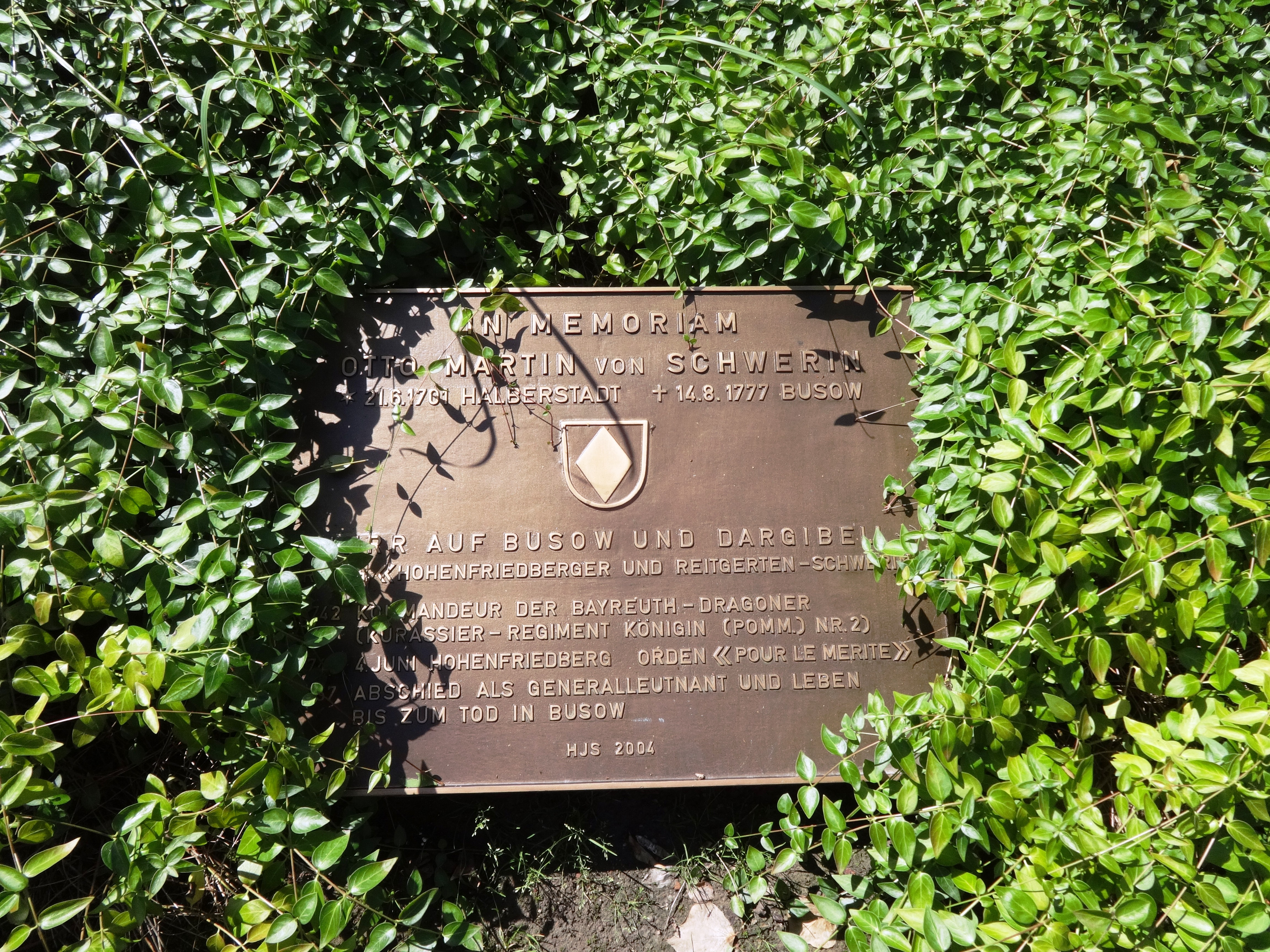
Grab an der Kapelle Busow

1761 kaufte der in Busow ansässige Otto von Schwerin das Gut Dargibell von Leonhard von Eickstedt. Der trinkfeste Reitergeneral errichtete dort auf einem grabenumwehrten Turmhügel einen Pavillon mit Weinkeller, das so genannte „Saufhaus“. Dort feierte er mit seinen ehemaligen Offizieren aus Pasewalk Jagd- und Saufgelage.
Otto Magnus von Schwerin starb auf seinem Gut Busow bei Anklam am 14. August 1777.

## Familie
Er heiratete am 17. Dezember 1732 in Minden Freiin Esther Marie von Quadt zu Landskron. Das Paar hatte folgende Kinder:
- Marie Luise Emilie Friedrike (* 15. September 1733) ⚭ 1754 Adam Wilhelm von Rochow auf Trechwitz († 1779) (später geschieden)
- Friedrich Christoph Otto (* 14. Dezember 1734; † 20. April 1739)
- Ulrike Sophie (* 1. Oktober 1735; † 14. Juli 1768)
- Caroline Friedrike (* 15. April 1739; † 4. Oktober 1744)
- Friedrich Curd Otto (* 1. September 1740; † 14. April 1757)
- Ludwig Wilhelm Albrecht (* 16. Mai 1743; † 23. April 1777) ⚭ 1771 Sophie Charlotte von Grumbkow († 10. November 1785)
- Beate Juliane Agnes Friedrike  (* 22. Oktober 1744; † 12. Juni 1746)
- Moritz Friedrich Wilhelm (* 4. November 1745; † 11. März 1829) ⚭ 20. Oktober 1774 Freiin Helene Eleonore Marianne von Stosch (* 25. Mai 1759; † 8. Februar 1826)
- Albert Christoph Carl (* 12. Februar 1747; † 1748)
- Friedrike Caroline Wilhelmine (* 23. September 1751; † 24. Oktober 1810) ⚭ 1786 Bernd Christian von Linstow
- Charlotte Friedrike Elisabeth Justine (* 3. Februar 1753; † 1778) ⚭ in Schweden  N.N. Bartholdi